# 菲利普·库普里
菲利普·库普里（法語：Philippe Couprie，1962年7月18日—），法国男子田径运动员。他曾代表法国参加1988年、1992年、1996年和2000年夏季残疾人奥林匹克运动会田径比赛，获得二枚金牌、一枚银牌和二枚铜牌。